# Droga wojewódzka nr 558
Droga wojewódzka nr 558 (DW558) – droga wojewódzka o długości 20 km łącząca drogę krajową 67 w Lipnie z drogą wojewódzką 562 w Dyblinie. 
Droga w całości biegnie na terenie powiatu lipnowskiego.

## Miejscowości leżące przy trasie
- Lipno DK67
- Kłokock
- Suszewo
- Nowa Wieś
- Wielgie
- Lipiny Bętlewo
- Wylazłowo
- Główczyn
- Dyblin DW562